# Быкадоров, Юрий Александрович
Юрий Александрович Быкадоров (род. 24 июня 1949, Ленинград) — профессор Белорусского государственного педагогического университета имени Максима Танка.

## Биография
Родился в семье военнослужащего. В 1971 г. с отличием окончил Белорусский государственный университет по специальности «прикладная математика», в 1979 г. — аспирантуру Минского педагогического института имени А. М. Горького. Работал научным сотрудником НИИ средств автоматизации. С 1982 г. преподаёт работает в Белорусском педагогическом университете: доцент, заведующий кафедрой математики, с 1989 г. — декан математического факультета, с 2000 г. — проректор по учебной работе, с 2012 г. — профессор кафедры прикладной математики и информатики. Член-корреспондент Белорусской академии образования.

### Научные интересы
В 1981 г. защитил кандидатскую диссертацию.
Основные направления исследований — дифференциальные уравнения и их обобщения, дискретная математика, методы веб-программирования, методика преподавания математических дисциплин в учреждениях высшего образования.
Автор около 160 публикаций. Соавтор первой белорусской программы и первого учебного пособия по информатике для средней школы (1994). Создаёт комплекс учебников по информатике для средних школ Российской Федерации (издательство «Дрофа», Москва). Член проблемного совета БГПУ по методике преподавания математики, физики и информатики, редколлегии журнала «Известия БГПУ». Подготовил 1 кандидата наук.

### Основные публикации
Источники — Репозиторий БГПУ, электронные каталоги РНБ
- Быкадоров Ю. А. Информатика и ИКТ : 8 класс учебник для общеобразовательных учреждений. — 2-е изд. — М.: Дрофа, 2008. — 286 с.
- Быкадоров Ю. А. Информатика и ИКТ : 8 класс учебник для общеобразовательных учреждений. — 3-е изд. — М.: Дрофа, 2009. — 286 с.
- Быкадоров Ю. А. Информатика и ИКТ : учебник для общеобразовательных учреждений 8 класс. — 4-е изд. — М.: Дрофа, 2011. — 286 с.
- Быкадоров Ю. А. Информатика и ИКТ : 8 учебник для общеобразовательных учреждений. — М.: Дрофа, 2012. — 287 с.
- Быкадоров Ю. А. Информатика и ИКТ : методическое пособие к учебнику Ю. А. Быкадорова «Информатика и ИКТ. 8 класс». — М.: Дрофа, 2011. — 142 с.
- Быкадоров Ю. А. Информатика и ИКТ : 9 класс учебник для общеобразовательных учреждений. — М.: Дрофа, 2008. — 319 с.
- Быкадоров Ю. А. Информатика и ИКТ : 9 класс учебник. — 2-е изд. — М.: Дрофа, 2014. — (Вертикаль)
- Быкадоров Ю. А. Информатика и ИКТ : учебник для общеобразовательных учреждений 9 класс. — 2-е изд. — М.: Дрофа, 2009. — 319 с.
- Быкадоров Ю. А. Информатика и ИКТ : учебник для общеобразовательных учреждений 9 [класс]. — М.: Дрофа, 2012. — 336 с. — (Вертикаль). — (Система учебников)
- Быкадоров Ю. А. Управляемость систем, не разрешенных относительно старших производных : Автореф. дис. … канд. физ.-мат. наук. — Минск, 1980. — 15 с.
- Быкадоров Ю. А., Кузнецов А. Т., Шербаф А. И. Информатика и вычислительная математика : Учеб. пособие для 10-11 кл. общеобразоват. шк. с повыш. уровнем изуч. информатики. — Минск : Нар. асвета, 1997. — 334 с.
- Презентационные веб-технологии в учебном процессе средней школы. — БГПУ, 2013.
- Информатика и ИКТ. 8-9 кл .: программа. М., 2010.
- Теория вероятность и методы статистической обработки данных. Мн., 2007 (в соавт.).

## Награды
- Почётные грамоты Совета Министров Республики Беларусь, Национального собрания Республики Беларусь, Минского областного исполнительного комитета
- знак «Отличник образования»
- знак «За вклад в развитие БГПУ»[2]